# Bactericera nigra
Bactericera nigra är en insektsart som beskrevs av Yang 1984. Bactericera nigra ingår i släktet Bactericera och familjen spetsbladloppor. Inga underarter finns listade i Catalogue of Life.